# Convém Martelar
Convém Martelar é um curta-metragem mudo brasileiro do gênero comédia, dirigido por Manoel F. de Araújo e António Silva, sendo o último também produtor. A Amazônia Filmes foi a companhia produtora, sendo o fotógrafo João Stamato o operador da câmera. Era um filme de propaganda para o Elixir de Inhame Goulart. No elenco estavam artistas como Josefina Silva, Albin Vidal, Carlos Barbosa e Adhemar Gonzaga, este último alguns anos mais tarde fundaria o estúdio Cinédia.

## Sinopse
O assunto foi o casamento de uma melindrosa, cujas aspirações iam ser sacrificadas porque os pais, levados pelo dinheiro, queriam casá-la com um pândego. O verdadeiro eleito por se tratar de um sifilítico da marca, quase às portas da tuberculose, resolveu tomar o Elixir de Inhame, ficou bom e forte. No dia do casamento apresenta-se o rapaz radicalmente curado, depois de várias peripécias casando-se com sua bem amada enquanto o pândego era corrido a pontapés.

## Elenco
- António Silva
- Josefina Silva
- Albino Vidal como Pretor
- Adhemar Gonzaga como Escrivão
- Carlos Barbosa
- Manoel F. de Araújo

## Lançamento
Convém Martelar foi lançado em 28 de janeiro de 1920 no Cine Central. Segundo o jornal A Noite, o longa teve grande sucesso quando exibido no Central, onde teve 32 sessões de exibições seguidas. Para comemorar o sucesso obtido, Goulart Machado, fundador do Elixir de Inhame Goulart, reuniu a equipe do filme e fez um almoço íntimo em sua residência.

### Resposta crítica
As resenhas da crítica especializada foram mistas.
O jornal D. Quixote do Rio de Janeiro faz uma crítica positiva ao filme. A fotografia é elogiada, dito que "... o título não foi imaginado se não para servir de contraste com as encantadoras cenas mudas ...". O filme é dito como uma prova de que a nacionalização do cinema é ideal e uma preocupação que deveria prender e orientar o gosto artístico do público. Ao final, o jornal afirma que o longa tem obtido um justo sucesso e que deveria merecer quentes aplausos onde for exibido.
Em contrapartida, o jornal O Estado de Florianópolis de Santa Catarina diz que o filme provocou uma manifestação negativa, por se tratar de uma propaganda.

## Preservação
Assim como praticamente quase todos os filmes brasileiros da era muda, não sobraram cópias de Convém Martelar. No final dos anos 50, houve uma afirmação de que a firma ainda possuía os negativos originais da obra, porém não se sabe se eles ainda existem nos dias atuais.